# Francis Hunter
Francis "Frank" Townsend Hunter (New York, 1894. június 28. – Palm Beach, Florida, 1981. december 2.) amerikai olimpiai bajnok teniszező. Ötszörös Grand Slam-tornagyőztes.

## Pályafutása
Egy aranyérmet szerzett a Párizsban rendezett, 1924. évi nyári olimpiai játékokon. A páros versenyben Vincent Richards társaként lett bajnok. 1928-ban a világranglista negyedik helyére sorolták, 1929-ben az 5. helyet foglalta el.
1916-ban elvégezte a Cornell Egyetem, 1931-ben lépett a profi teniszezők sorába. Ötszörös Grand Slam-győztes. Két-két alkalommal győzött párosban és vegyes párosban Wimbledonban, és egyszer párosban a US Openen. Egyéniben legjobb eredményeit a US Openen érte el, ahol amatőrként kétszer, profiként egyszer jutott be a döntőbe. Döntős volt amatőrkétn Wimbledonban is, 1923-ban.
1961-ben az International Tennis Hall of Fame (Teniszhírességek Csarnoka) tagjává választották.

## Főbb sikerei
- Wimbledoni teniszbajnokság
  - Páros bajnok: 1924, 1927
  - Vegyes páros bajnok: 1927, 1929
- US Championship
  - Páros bajnok: 1927

## Grand Slam döntői (10)

### Egyéni: 3 döntő
| Eredmény | Év   | Bajnokság | Borítás | Ellenfél      | Eredmény                |       |
| -------- | ---- | --------- | ------- | ------------- | ----------------------- | ----- |
| Döntős   | 1923 | Wimbledon | Fű      | Bill Johnston | 0–6, 3–6, 1–6           | [ 4 ] |
| Döntős   | 1928 | US Open   | Fű      | Henri Cochet  | 6–4, 4–6, 6–3, 5–7, 3–6 | [ 5 ] |
| Döntős   | 1929 | US Open   | Fű      | Bill Tilden   | 6–3, 3–6, 6–4, 2–6, 4–6 | [ 5 ] |

### Páros: 3 győzelem
| Eredmény | Év   | Bajnokság | Borítás | Partner          | Ellenfél                           | Eredmény                 |       |
| -------- | ---- | --------- | ------- | ---------------- | ---------------------------------- | ------------------------ | ----- |
| Győztes  | 1924 | Wimbledon | Fű      | Vincent Richards | Watson Washburn R. Norris Williams | 6−3, 3−6, 8−10, 8−6, 6−3 | [ 6 ] |
| Győztes  | 1927 | Wimbledon | Fű      | Bill Tilden      | Jacques Brugnon Henri Cochet       | 1–6, 4–6, 8–6, 6–3, 6–4  | [ 6 ] |
| Győztes  | 1927 | US Open   | Fű      | Bill Tilden      | R. Norris Williams Bill Johnston   | 10–8, 6–3, 6–3           | [ 7 ] |

### vagyes páros: 4 (2 győzelem, 2 döntő)
| Eredmény | Év   | Bajnokság     | Borítás | Partner        | Ellenfél                               | Eredmény      |       |
| -------- | ---- | ------------- | ------- | -------------- | -------------------------------------- | ------------- | ----- |
| Győztes  | 1927 | Wimbledon     | Fű      | Elizabeth Ryan | Kathleen McKane Godfree Leslie Godfree | 8–6, 6–0      | [ 8 ] |
| Döntős   | 1928 | Roland Garros | Salak   | Helen Wills    | Eileen Bennett Henri Cochet            | 6–3, 3–6, 3–6 |       |
| Döntős   | 1929 | Roland Garros | Salak   | Helen Wills    | Eileen Bennett Henri Cochet            | 3–6, 2–6      |       |
| Győztes  | 1929 | Wimbledon     | Fű      | Helen Wills    | Joan Fry Ian Collins                   | 6–1, 6–4      | [ 8 ] |